# Liste der State-, U.S.- und Interstate-Highways in South Dakota
Dies ist eine Aufstellung von State Routes, U.S. Highways und Interstates im US-Bundesstaat South Dakota, nach Nummern.

## State Routes

### Gegenwärtige Strecken
- South Dakota Highway 8
- South Dakota Highway 9
- South Dakota Highway 10
- South Dakota Highway 11
- South Dakota Highway 12
- South Dakota Highway 13
- South Dakota Highway 15
- South Dakota Highway 15A
- South Dakota Highway 15Y
- South Dakota Highway 16
- South Dakota Highway 16B
- South Dakota Highway 17
- South Dakota Highway 18
- South Dakota Highway 19
- South Dakota Highway 19A
- South Dakota Highway 20
- South Dakota Highway 20A
- South Dakota Highway 20 Spur
- South Dakota Highway 21
- South Dakota Highway 22
- South Dakota Highway 22 Spur
- South Dakota Highway 23
- South Dakota Highway 24
- South Dakota Highway 24A
- South Dakota Highway 25
- South Dakota Highway 26
- South Dakota Highway 27
- South Dakota Highway 28
- South Dakota Highway 30
- South Dakota Highway 32
- South Dakota Highway 34
- South Dakota Highway 35
- South Dakota Highway 36
- South Dakota Highway 37
- South Dakota Highway 37A
- South Dakota Highway 38
- South Dakota Highway 38A
- South Dakota Highway 40
- South Dakota Highway 40A
- South Dakota Highway 41
- South Dakota Highway 42
- South Dakota Highway 43
- South Dakota Highway 44
- South Dakota Highway 45
- South Dakota Highway 46
- South Dakota Highway 46 Spur
- South Dakota Highway 47
- South Dakota Highway 47W
- South Dakota Highway 48
- South Dakota Highway 49
- South Dakota Highway 50
- South Dakota Highway 52
- South Dakota Highway 53
- South Dakota Highway 54
- South Dakota Highway 55
- South Dakota Highway 59
- South Dakota Highway 61
- South Dakota Highway 63
- South Dakota Highway 65
- South Dakota Highway 71
- South Dakota Highway 73
- South Dakota Highway 75
- South Dakota Highway 79
- South Dakota Highway 81
- South Dakota Highway 83
- South Dakota Highway 85
- South Dakota Highway 87
- South Dakota Highway 89
- South Dakota Highway 100
- South Dakota Highway 101
- South Dakota Highway 102
- South Dakota Highway 103
- South Dakota Highway 105
- South Dakota Highway 106
- South Dakota Highway 109
- South Dakota Highway 115
- South Dakota Highway 116
- South Dakota Highway 123
- South Dakota Highway 127
- South Dakota Highway 130
- South Dakota Highway 134
- South Dakota Highway 136
- South Dakota Highway 139
- South Dakota Highway 144
- South Dakota Highway 147
- South Dakota Highway 153
- South Dakota Highway 158
- South Dakota Highway 168
- South Dakota Highway 203
- South Dakota Highway 204
- South Dakota Highway 214
- South Dakota Highway 218
- South Dakota Highway 224
- South Dakota Highway 230
- South Dakota Highway 232
- South Dakota Highway 235
- South Dakota Highway 236
- South Dakota Highway 238
- South Dakota Highway 239
- South Dakota Highway 240
- South Dakota Highway 244
- South Dakota Highway 245
- South Dakota Highway 247
- South Dakota Highway 248
- South Dakota Highway 249
- South Dakota Highway 251
- South Dakota Highway 253
- South Dakota Highway 258
- South Dakota Highway 262
- South Dakota Highway 264
- South Dakota Highway 271
- South Dakota Highway 273
- South Dakota Highway 296
- South Dakota Highway 298
- South Dakota Highway 314
- South Dakota Highway 324
- South Dakota Highway 365
- South Dakota Highway 377
- South Dakota Highway 391
- South Dakota Highway 407
- South Dakota Highway 423
- South Dakota Highway 435
- South Dakota Highway 437
- South Dakota Highway 439
- South Dakota Highway 445
- South Dakota Highway 471
- South Dakota Highway 473
- South Dakota Highway 514
- South Dakota Highway 1804
- South Dakota Highway 1806

## U.S. Highways

### Gegenwärtige Strecken
- U.S. Highway 12
- U.S. Highway 14
- U.S. Highway 14A
- U.S. Highway 16
- U.S. Highway 18
- U.S. Highway 77
- U.S. Highway 81
- U.S. Highway 83
- U.S. Highway 85
- U.S. Highway 85E
- U.S. Highway 85A
- U.S. Highway 183
- U.S. Highway 212
- U.S. Highway 216
- U.S. Highway 281
- U.S. Highway 385

## Interstate Routes
- Interstate 29
- Interstate 90
- Interstate 190
- Interstate 229